# Регата
Регатата (на италиански: regata, от riga – ред, линия; стартова линия) е голямо, обикновено традиционно, състезание по ветроходство или гребане, състоящо се от серия съревнования за съдове от различни класове.
Понякога така наричат съревнования по водомоторен спорт или съревнования на радиоуправляеми яхти. Регати се наричат също съревнованията по ветроходство, включени в програмата на Олимпийските игри, и предшестващите ги предолимпийски състезания.
Сред първите известни регати е състоялата се през 1740 г. регата на гондолиери във Венеция. От средата на 19 в. регати по ветроходство и гребане започват да се провеждат във Великобритания, Франция, Германия, Италия, Испания, Швейцария, Белгия, а от края на 19 – началото на 20 в. – и в Скандинавия, Русия, САЩ, Канада, Латинска Америка и др. България е сред организаторите на ежегодната международна гребна регата ТИД (Tour International Danubien, TID) по Дунав.
Световна известност получават:
- Хенлийската регата по академично гребане (от 1839 г. на Темза край гр. Хенли, близо до Лондон) и
- Килската ветроходна регата (от 1897 г., Килски залив, Балтийско море, близо до гр. Кил, Германия).